# Elecciones estatales de Brandeburgo de 1999
La elección estatal de Brandenburgo de 1999, se llevó a cabo el 5 de septiembre de 1999, para elegir a los miembros del Landtag de Brandeburgo.

## Resultados
Los resultados fueron:
| Partido | Partido                                   | Votos     | % votos (cambio) | % votos (cambio) | Escaños (cambio) | Escaños (cambio) | % escaños |
| ------- | ----------------------------------------- | --------- | ---------------- | ---------------- | ---------------- | ---------------- | --------- |
|         | Partido Socialdemócrata de Alemania (SPD) | 433,521   | 39.3%            | -14.8%           | 37               | -15              | 41.6%     |
|         | Unión Demócrata Cristiana (CDU)           | 292,634   | 26.5%            | +7.8%            | 25               | +7               | 28.1%     |
|         | Partido del Socialismo Democrático (PDS)  | 257,309   | 23.3%            | +4.6%            | 22               | +4               | 24.7%     |
|         | Deutsche Volksunion (DVU)                 | 58.247    | 5.3%             | +5.3%            | 5                | +5               | 5.6%      |
|         | Alianza 90/Los Verdes (GRÜNE)             | 21,410    | 1.9%             | -1.0%            | 0                | +0               | 0.0%      |
|         | Partido Democrático Liberal (FDP)         | 20,472    | 1.9%             | -0.3%            | 0                | +0               | 0.0%      |
|         | Otros                                     | 18.767    | 1.8%             | -1.5%            | 0                | +0               | 0.0%      |
| Total   | Total                                     | 1,168,909 | 100.0%           |                  | 89               | +1               | 100.0%    |

## Post-elección
El SPD perdió su mayoría absoluta, pero Manfred Stolpe (SPD) formó una coalición SPD-CDU y permaneció como Ministro-Presidente.